# Cisteller de barbeta blanca
El cisteller de barbeta blanca és una espècie d'ocell de la família dels furnàrids (Furnariidae) antany ubicat al gènere Schizoeaca.

## Hàbitat i distribució
Habita sotabosc, arbusts i praderies humides de les muntanyes de Colòmbia, oest de Veneçuela, Equador i nord del Perú.